# هارييت لان لافي
هارييت لان لافي (بالإنجليزية: Harriet Lane Levy)‏ هي كاتِبة أمريكية، ولدت في 1867، وتوفيت في 1950.